# Sidney Dufresne
Sidney Dufresne (12 de abril de 1986) es un jinete francés que compite en la modalidad de concurso completo. Ganó una medalla de bronce en el Campeonato Mundial de Concurso Completo de 2018, en la prueba por equipos.

## Palmarés internacional
| Campeonato Mundial | Campeonato Mundial     | Campeonato Mundial | Campeonato Mundial |
| Año                | Lugar                  | Medalla            | Categoría          |
| ------------------ | ---------------------- | ------------------ | ------------------ |
| 2018               | Tryon (Estados Unidos) | Medalla de bronce  | Por equipos        |